# 伊犁河路街道
伊犁河路街道，是中华人民共和国新疆维吾尔自治区伊犁哈萨克自治州伊宁市下辖的一个乡镇级行政单位。

## 行政区划
伊犁河路街道下辖以下地区：
伊犁河路社区、纳格尔其社区、巴依阔恰社区、胡木丹买里社区、九号小区社区和萨依库尤鲁西社区。